# السجل المدني للمواطنين (الهند)

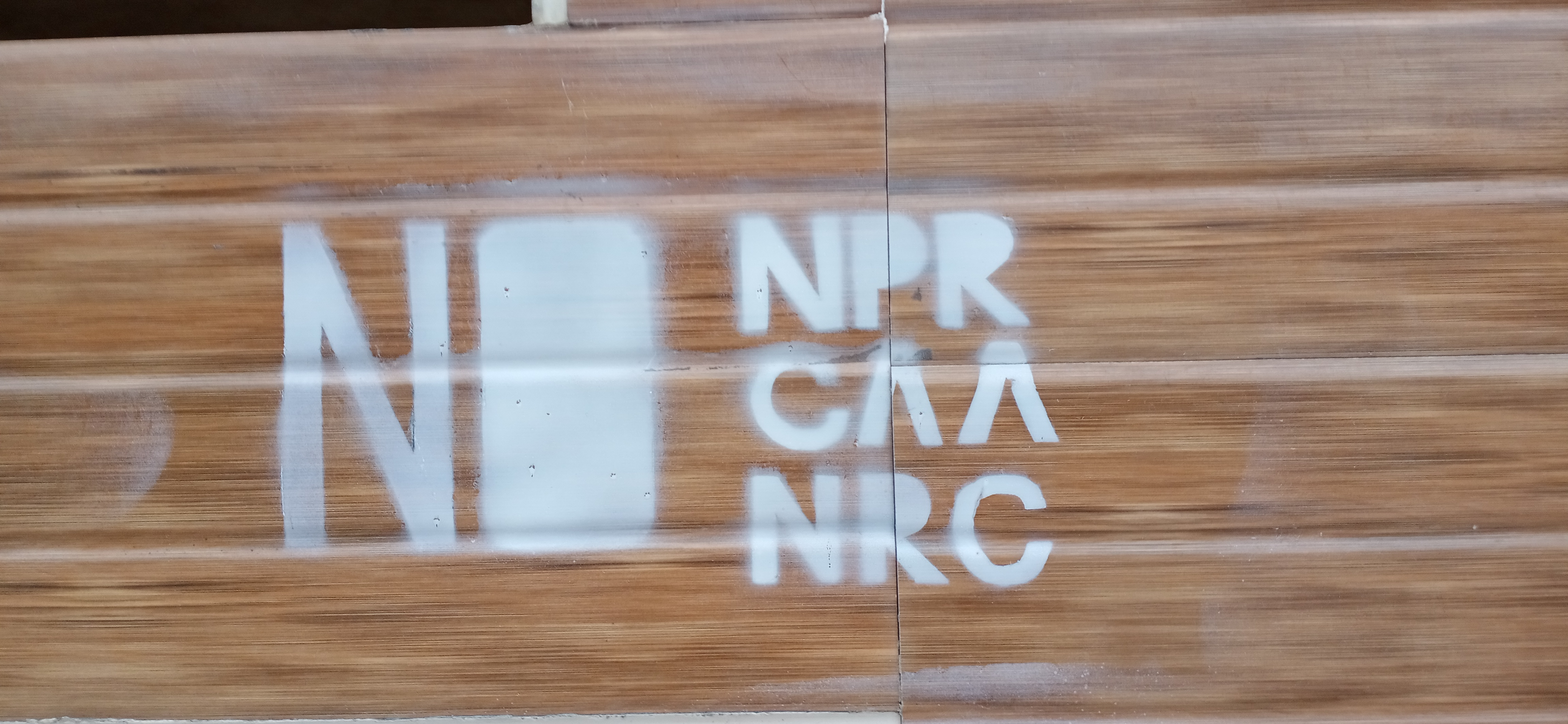
لا للسجل المدني للمواطنين في احتجاجات شاهين باغ في نيودلهي في 8 يناير 2020

السجل المدني للمواطنين هو سجل لجميع المواطنين الهنود، الصادر بموجب تعديل عام 2003 لقانون الجنسية لعام 1955. وقد تم تنفيذه في دولة آسام ابتداء من 2013-2014.
تخطط الحكومة الهندية إلى تعميمه على بقية البلاد في عام 2021. وفقًا لقواعد قانون المواطنة لعام 2003، يمكن للحكومة المركزية إصدار أمر لإعداد السجل الوطني للسكان (NPR) وإنشاءه استنادًا إلى البيانات التي تم جمعها فيه. كما ينص تعديل عام 2003 على أن المسؤولين المحليين سيقررون بعد ذلك ما إذا كان سيتم إضافة اسم الشخص إلى السجل أم لا، وبالتالي تحديد وضع جنسيته. ليست هناك حاجة لقواعد أو قوانين جديدة للقيام بهذا الإجراء في كل أنحاء الهند.

## نبذة تاريخية
تم إنشاء أول سجل للمواطنين بولاية آسام الحدودية الهندية بناءً على بيانات إحصاء عام 1951 لحصر الهجرة غير الشرعية. ومع ذلك لم يستمر الحفاظ عليه. بعد ذلك، أصدر البرلمان بزعامة حكومة أنديرا غاندي قانون عام 1983 بشأن المهاجرين غير الشرعيين، بموجبه تم إنشاء محكمة منفصلة في آسام لتحديدهم. لكن في عام 2005، أعلنت المحكمة العليا الهندية عدم دستورية المحكمة، لتوافق الحكومة الهندية على تحديث السجل المدني للمواطنين في ولاية آسام.
بعد التقدم الغير المرضي في عملية التحديث لأكثر من عقد، بدأت المحكمة العليا بتوجيه ومراقبة العملية في عام 2013. احتوى تقرير السجل المدني للمواطنين النهائي لولاية آسام، والذي تم إصداره في 31 أغسطس 2019، على 31 مليون اسم من بين سكانه البالغ عددهم 33 مليون نسمة، منهم 1.9 مليون نسمة مستجدا، لم يكونوا مدرجين في القائمة مما يعرضهم لخطر البقاء بدون جنسية. بعد الانتهاء من التحديث، لم يجد حزب بهاراتيا جاناتا النتائج مقابلة لتوقعاته. حيث يُعتقد أن العديد من المواطنين الشرعيين قد تم استبعادهم مقابل ضم المهاجرين غير الشرعيين.
وعد حزب بهاراتيا جاناتا الحاكم في بيانه الانتخابي وخطابات حملته الانتخابية لعام 2019 بتطبيق السجل المدني للمواطنين في جميع أنحاء الهند. في 19 نوفمبر 2019، أعلن وزير الداخلية أميت شاه، في مجلس الشيوخ التابع للبرلمان الهندي أنه سيتم تنفيذ السجل المدني في جميع أنحاء البلاد.
وفقًا لقواعد المواطنة لعام 2003، يمكن للحكومة المركزية إصدار أمر لإعداد السجل الوطني للسكان وإنشاء سجل مدني استنادًا إلى البيانات التي تم جمعها فيه. ينص تعديل عام 2003 كذلك على أن المسؤولين المحليين سيقررون بعد ذلك ما إذا كان سيتم إضافة اسم الشخص إلى السجل المدني الجديد أم لا، وبالتالي تحديد وضع جنسيته. ليست هناك حاجة لقواعد أو قوانين جديدة للقيام بهذا التحديث في كل أنحاء الهند.

## الاحتجاجات
أسفر نظام السجل المدني للمواطنين و مشروع قانون تعديل المواطنة الذي تم سنه ليصبح قانونًا في 12 ديسمبر 2019 عن سلسلة من الاحتجاجات ضد كثيفة على مستوى البلاد. حيث أعرب المتظاهرون المسلمون في جميع المناطق بالقلق من إمكانية استخدام هذا النظام لحرمانهم من الجنسية الهندية.
اعتبارًا من 12 يناير 2020، واصل النشطاء الاحتجاج على التظاهر في الشوارع حاملين لافتات تنتقد القانون وحكومة مودي.